# اسکانسن
اسکانسن (سوئدی: Skansen) قدیمی‌ترین موزۀ روباز و باغ‌وحش سوئد واقع در یورگوردن، استکهلم است. این مکان در ۱۱ اکتبر ۱۸۹۱ توسط آرتور امانوئل هزلیوس (۱۹۰۱–۱۸۳۳) افتتاح شد تا شیوه زندگی در استان‌های سوئد قبل از دوره صنعتی را نشان دهد. همچنین موزه دارای پارک، کافه و رستوران است.

## تاریخچه
قرن نوزدهم با تغییرات بزرگ در سراسر اروپا و سوئد، روحیه روستایی به سرعت در حال تبدیل شدن به یک جامعه صنعتی بود و بسیاری از این نگران بودند که ممکن است آداب و رسوم سنتی کشور فراموش گردد. آرتور امانوئل هزلیوس که قبلاً موزه نوردیک را در نزدیکی مرکز استکهلم تأسیس کرده بود، پس از موزه روبازی که توسط اسکار دوم سوئد در اسلو در سال ۱۸۸۱ تأسیس شد، موزه روباز خود را افتتاح کرد. اسکانسن نمونه‌ای برای موزه‌های روباز دیگر در اسکاندیناوی و بعدها در سایر نقاط جهان بود.
اسکانسن در اصل بخشی از موزه نوردیک بود، اما در سال ۱۹۶۳ یک سازمان مستقل شد. اشیاء درون ساختمان‌های اسکانسن هنوز متعلق به موزه نوردیک هستند.

## نگارخانه

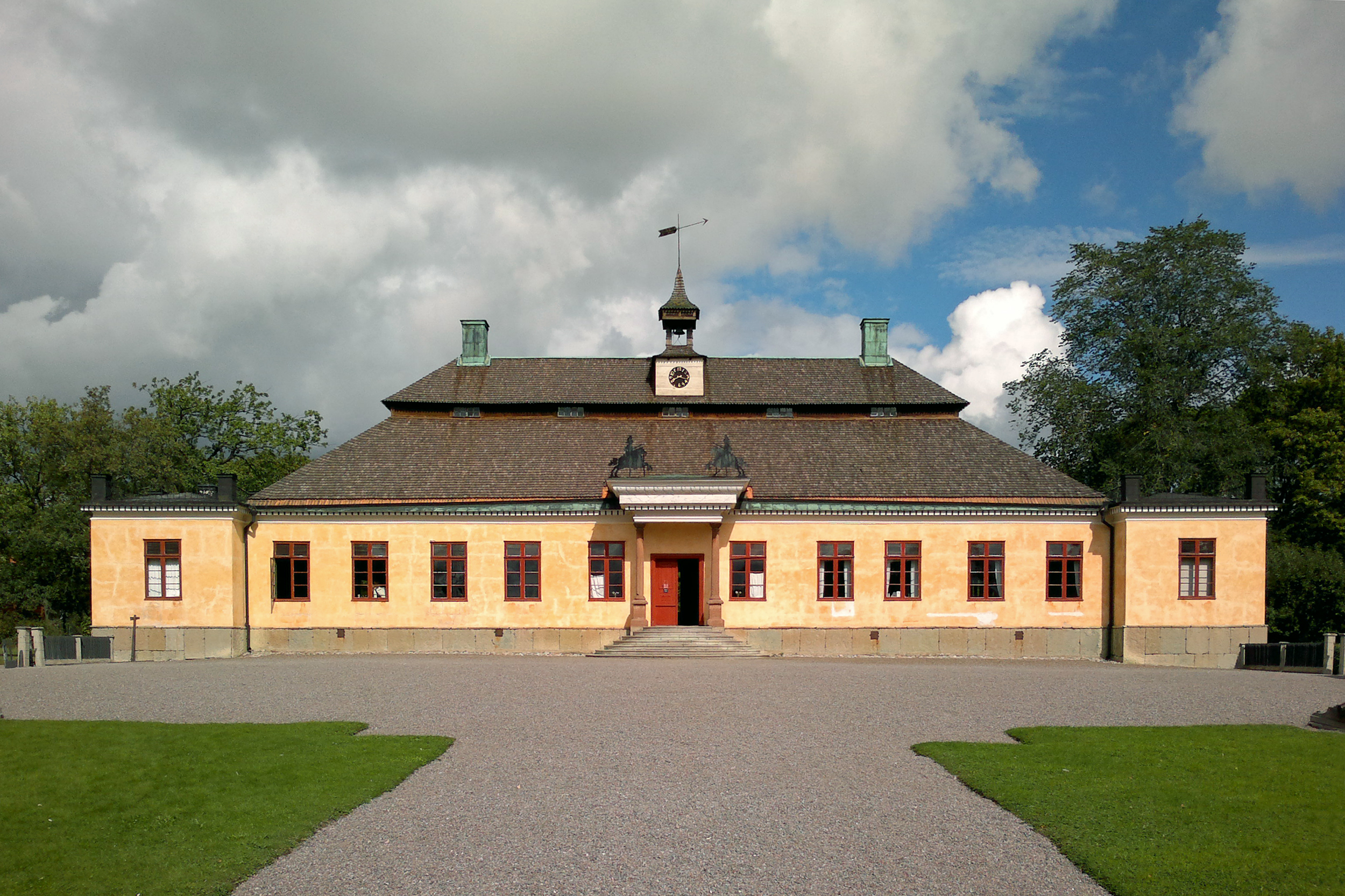
عمارت اسکوگاهولم در ابتدا در حدود سال ۱۶۹۰ساخته شد و در سال ۱۹۲۹ به اسکانسن منتقل شد.
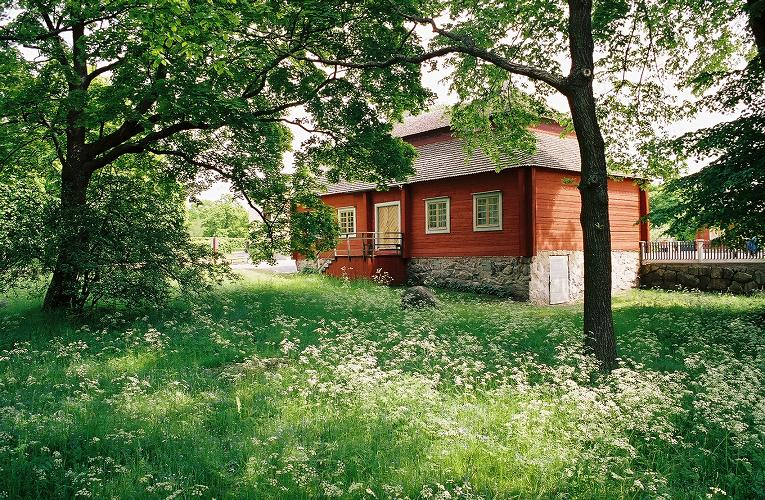
بال غربی عمارت اسکوگاهولم شامل کتابخانه، آبدارخانۀ چینی و پنج اتاق مهمان است.
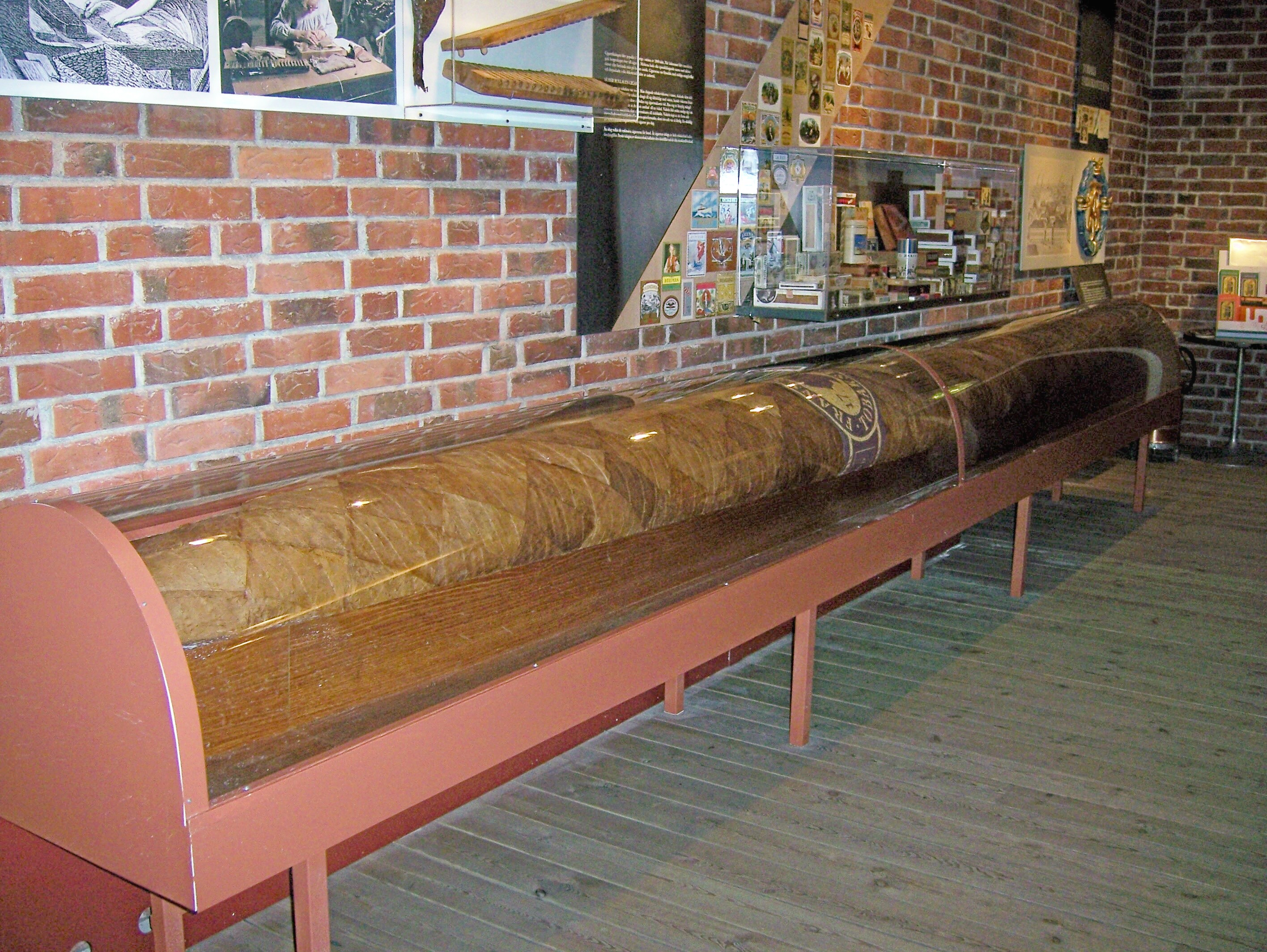
بزرگترین سیگار جهان
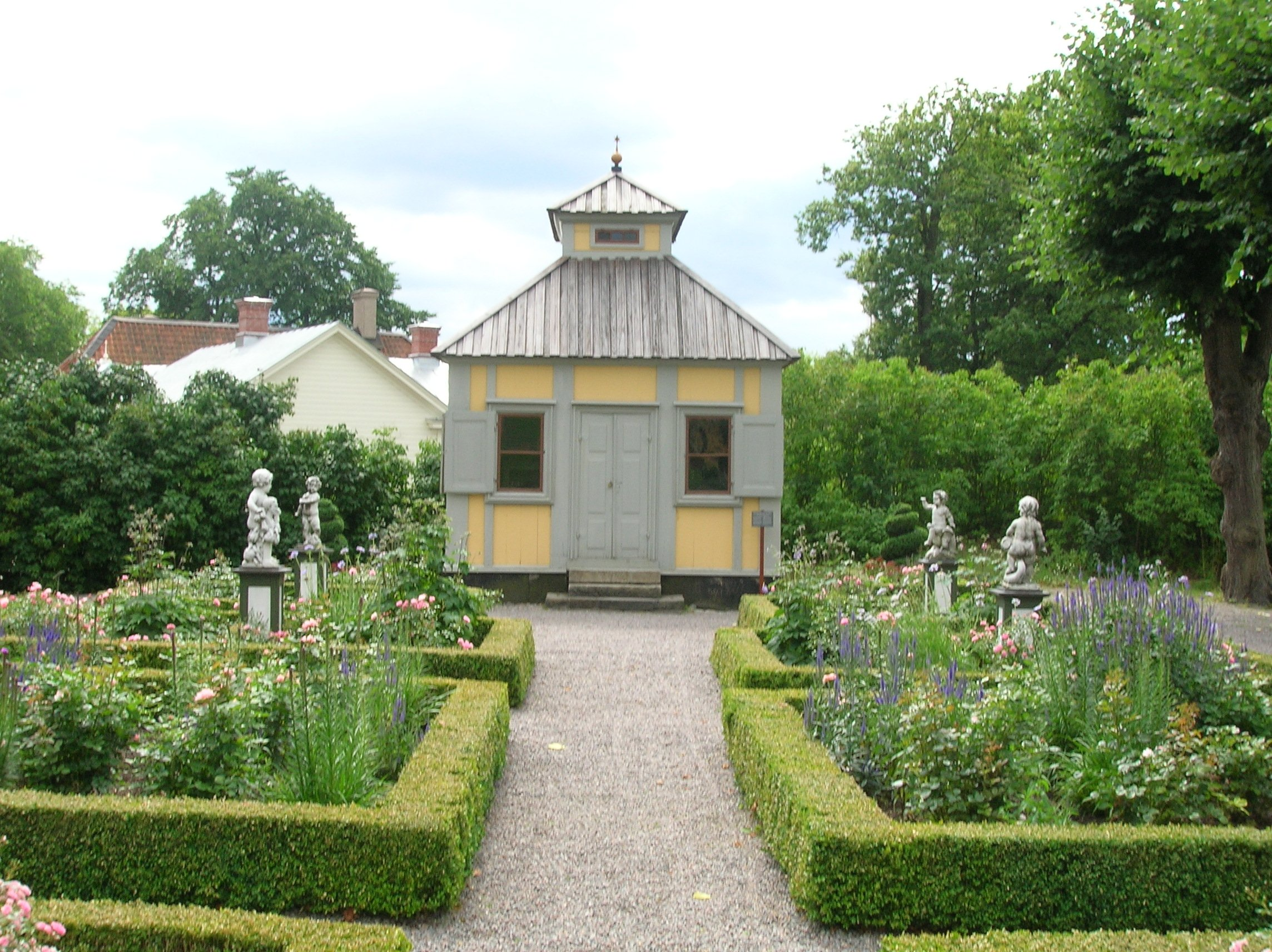
منزل امانوئل سویدنبرگ
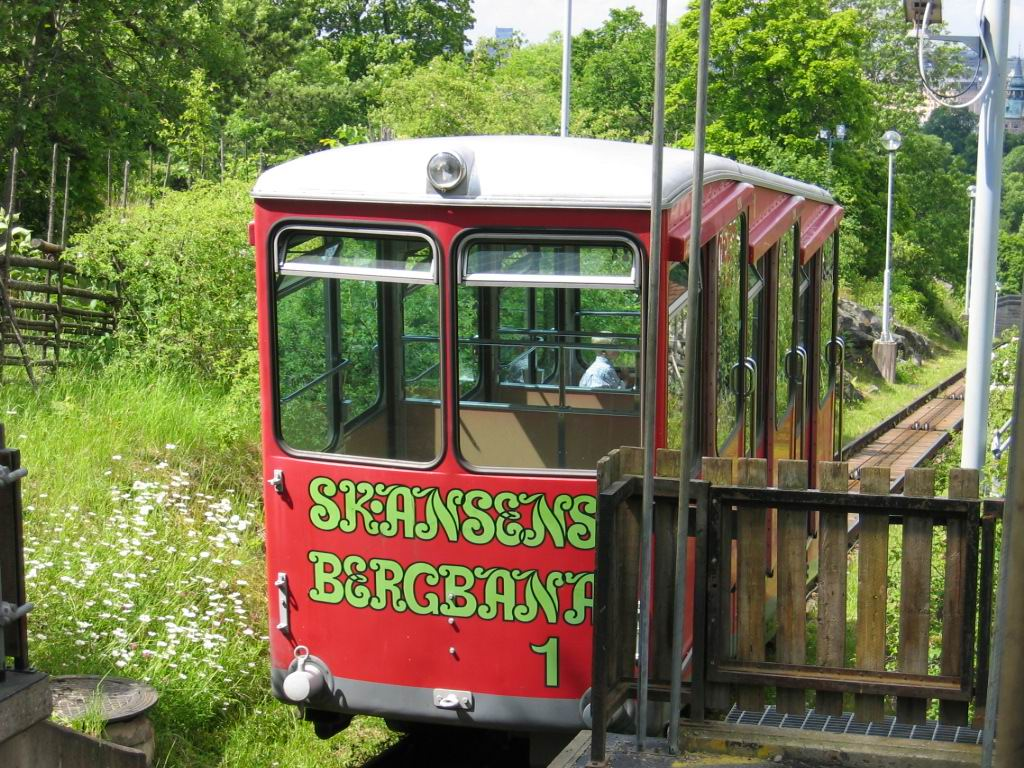
قطار کابلی
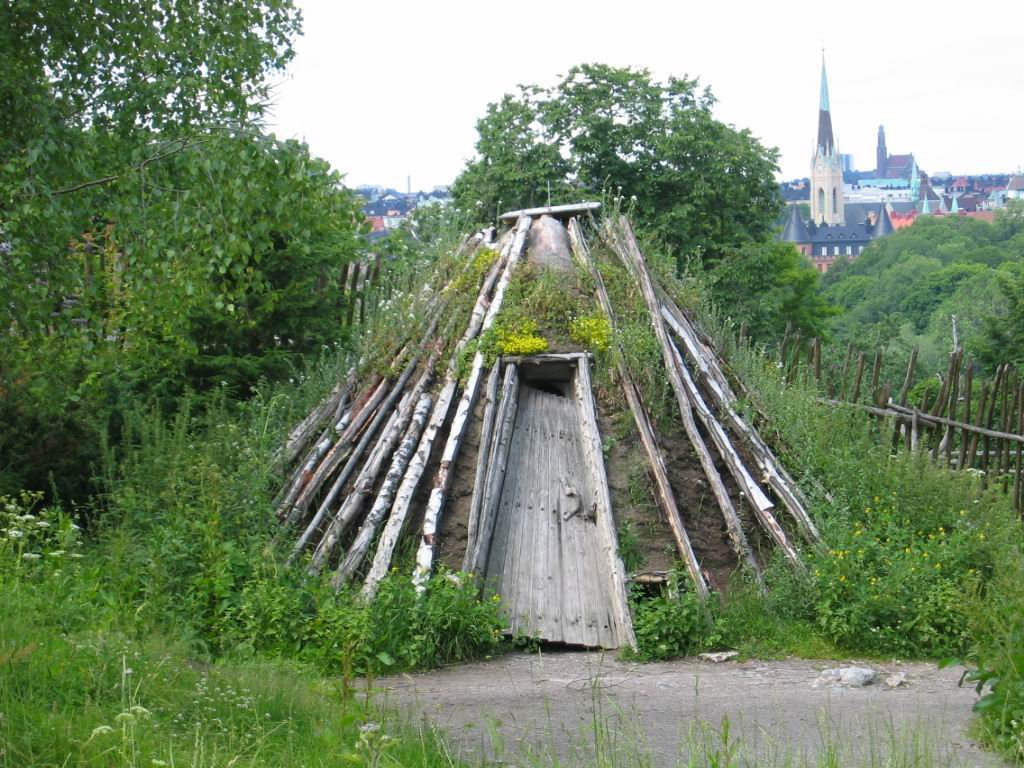
کلبه سامی (اسکاندیناوی)
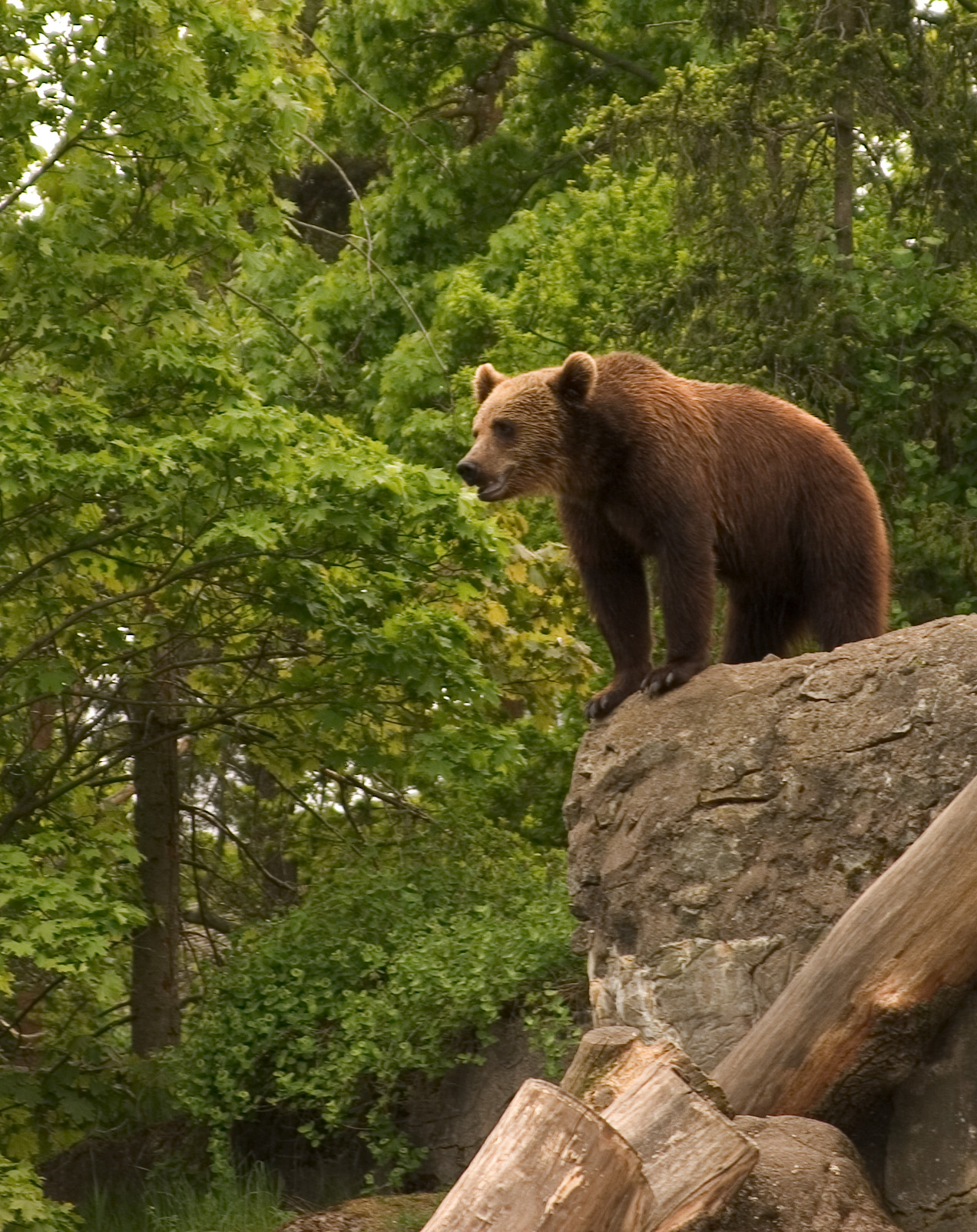
خرس قهوه‌ای
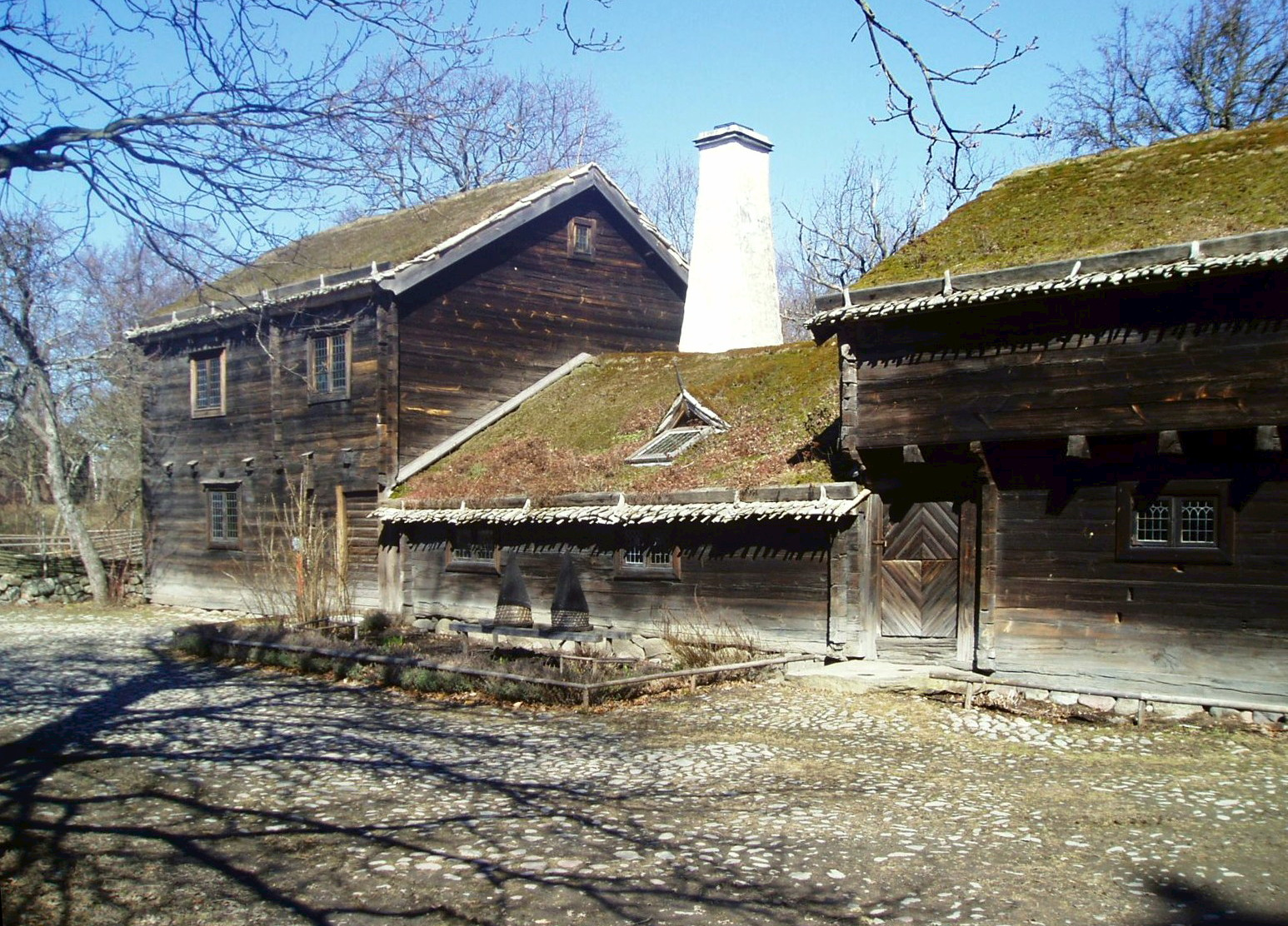
منزلی از شهرستان بلکینگه
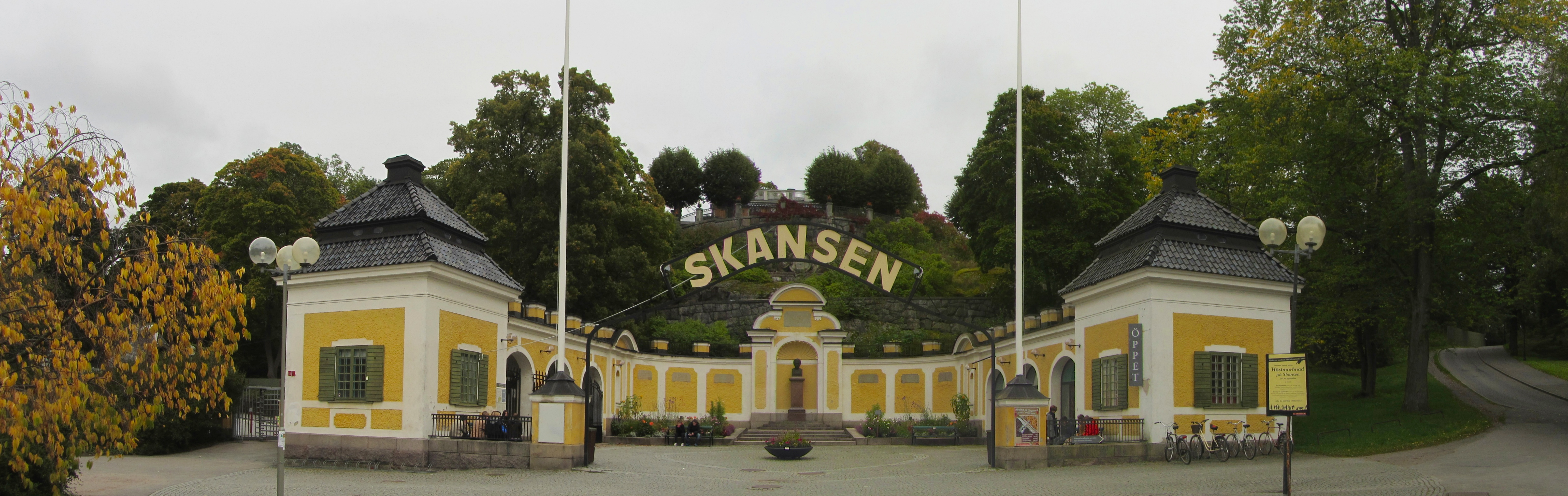
ساختمان ورودی
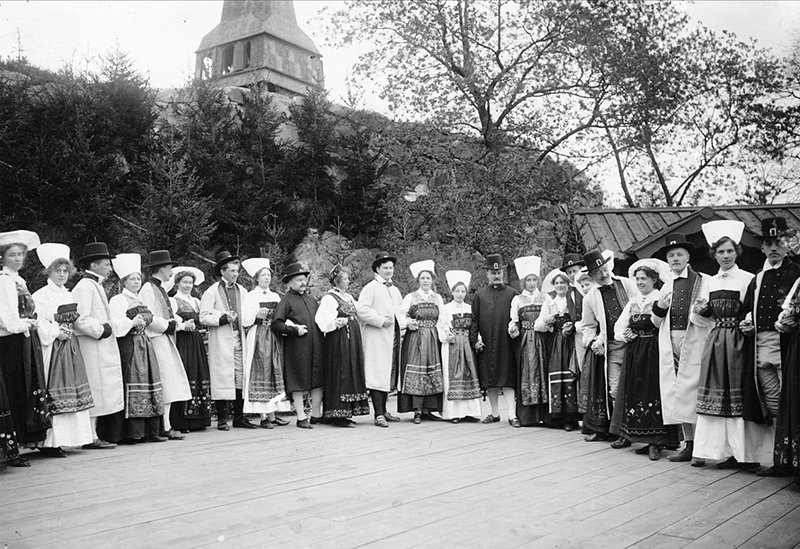
رقص محلی در سال ۱۹۰۴